# کلیسای جامع اشپیر

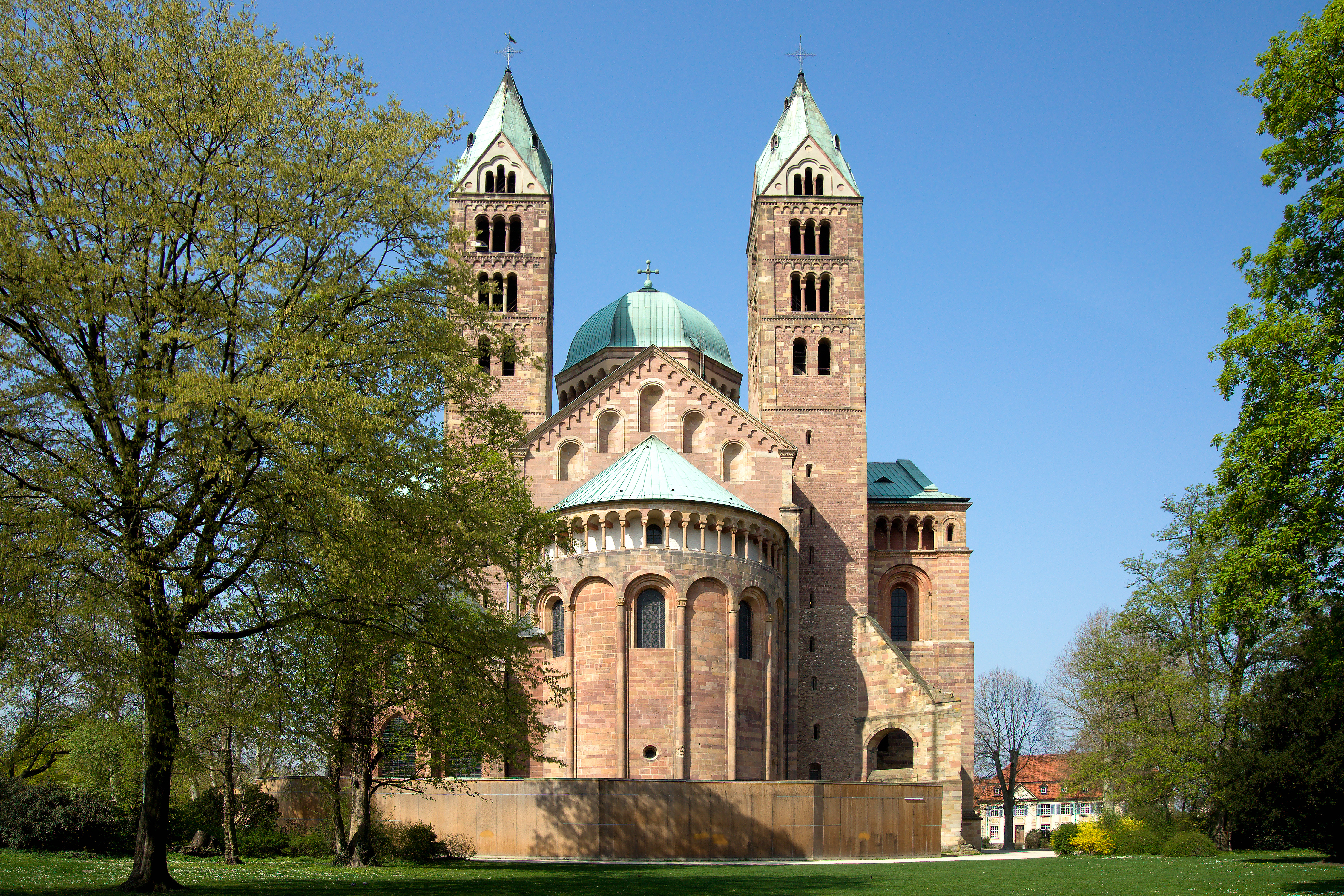

کلیسای شاهنشاهی در متن اصلی آن به این معنی کلیسای جامع مربوط به امپراتوران آلمان است.
کلیساهای وابسته به تمدن رومی بر روی رود راین در ماینز، کرم‌ها و Speyer کلیساهای شاهی نامیده می‌شوند.
می‌گویند توسط فرشتگان ساخته شده. (هنری چهارم) به ساختمان نیز پس از ۱۰۸۱ سهم. کلیسای جامع ماینز سایت تاجگذاری برای فیلیپ فون Schwaben، فردریک دوم، و هنری Raspe شد. همچنین هاینریش دوم (۱۰۰۲)، و کنراد دوم (۱۰۲۴) در کلیسای جامع در ماینز تاج بودند، اما هر دو احتمالاً در ساختمان قبلی، از کلیسای جامع حاضر شد در ۱۰۳۸ پس از coronations خود را وقف.
کلیسای Speyer شروع در ۱۰۳۰ توسط کنراد دوم به عنوان طاق خانواده برای سلسله Salian ساخته شد و بعدها توسط هاینریش چهارم تمدید شد.
کلیسای جامع ورمز خانه مقبره خانواده امپراتور کنراد دوم، و همچنین جایگاه خود را به دلیل اندازه و شکوه آن به دست آورده است.
کلیسای اشپایر به شیوه لومباردی و به ویژه از کلیسای سنت آمبرجو در میلان (مرکز ایالت لومباردی) اقتباس شده است.

## نگارخانه

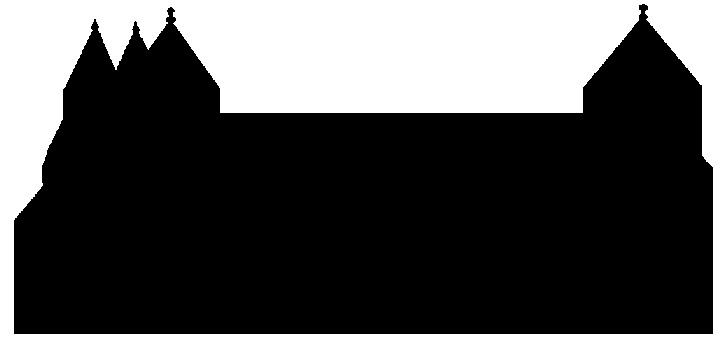
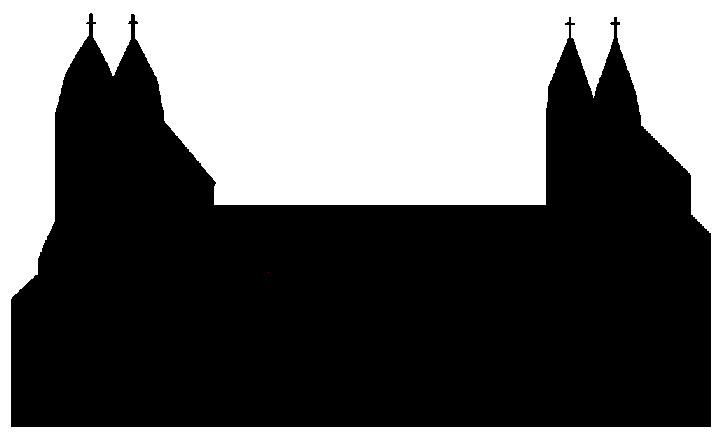
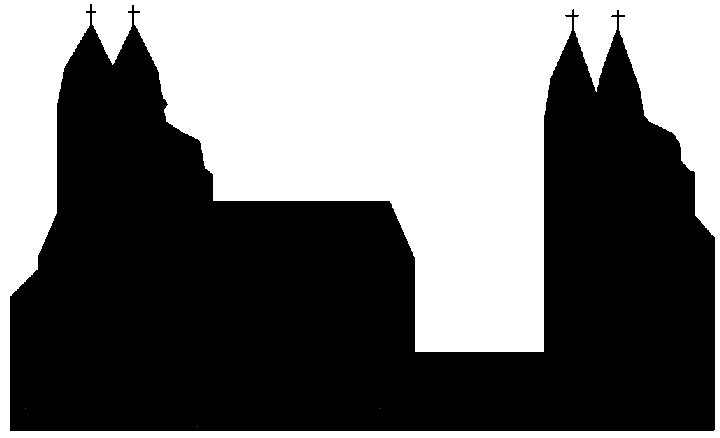
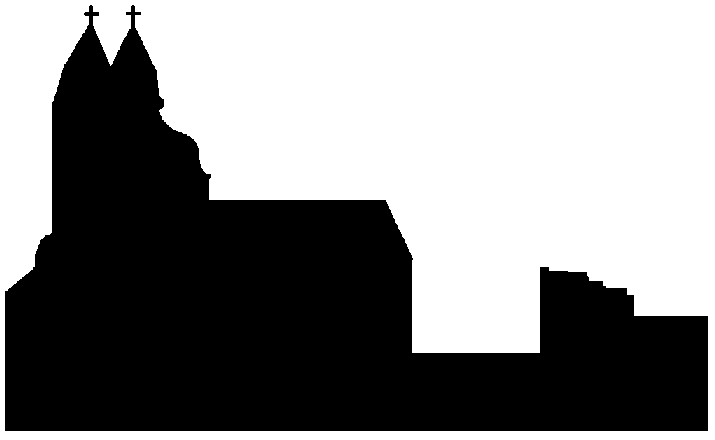
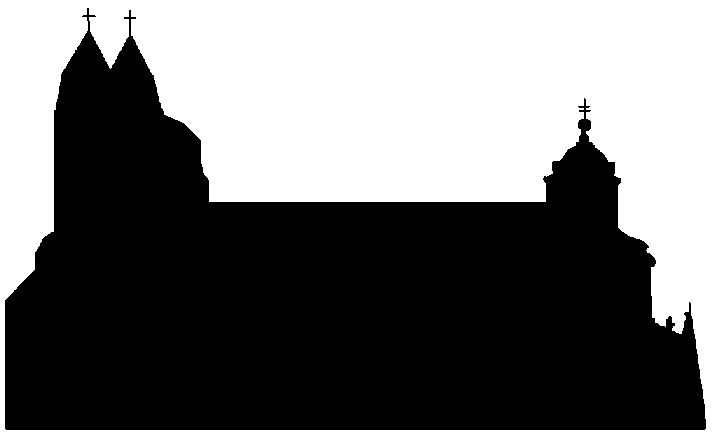
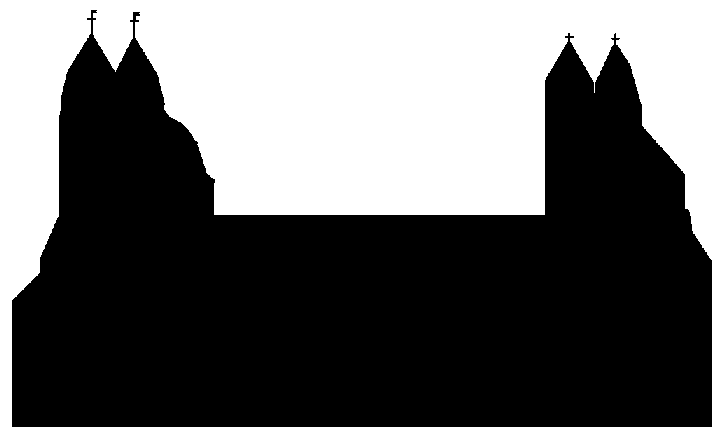